# Metoxibutano
Metoxibutano é um éter.